# Нежиховиці
Нежиховиці (пол. Nieżychowice) — село в Польщі, у гміні Хойниці Хойницького повіту Поморського воєводства.
Населення — 1036 осіб (2011).

## Демографія
Демографічна структура станом на 31 березня 2011 року:
|          | Загалом | Допрацездатний вік | Працездатний вік | Постпрацездатний вік |
| -------- | ------- | ------------------ | ---------------- | -------------------- |
| Чоловіки | 506     | 134                | 332              | 40                   |
| Жінки    | 530     | 128                | 324              | 78                   |
| Разом    | 1036    | 262                | 656              | 118                  |